# 基督的最後誘惑
《基督的最後誘惑》（英語： 或 ）是希臘作家尼可斯·卡赞扎基斯所寫的一部歷史小說，于1955年出版，英文版則於1960年出版，由平民生活開始講述耶穌基督的一生。《基督的最後誘惑》發行以來一直極具爭議性，其中由於小說將耶穌作為一個普通人去描寫，他同樣有各種如性慾等的凡人時常受到的誘惑與煩惱，起初他更是一個自卑與膽小的人。當中很多的觀點與性描寫，被部份基督敎徒認為是在篡改《聖經》內容， 以及擁有反基督敎的傾向，但同時該小説也被不少人視為一部偉大而獨特的作品。

## 故事
基督的最後誘惑講述耶穌基督的一生。耶穌是木匠的兒子，年輕時以造十字架為業，為殖民者羅馬人造十字架，把同時代的眾猶太先知與拉比一個一個的釘死。當時耶穌的家鄉加利利一帶都漫著極端的反羅馬帝國主義，造十字架是一種被認為背叛宗族的可恥職業。耶穌之所以背負著這千夫所指的罪名，其實是因為他一直以來有一個內心深處的包袱，並非同時代的人所能理解。耶穌一生從來沒有快樂過，一直活在誘惑與道德的爭鬥痛苦之中。耶穌後來接受了自己的包袱與使命，克服了痛苦，努力對抗誘惑，認識了自己的靈魂，走上了已經鋪設好的道路。他開始講道，收門徒，最後更被釘在十字架上。可是當他以為一切終於照原定的計劃進行時，原來真正致命的"最後誘惑"才正式開始。

## 訊息
小說中的耶穌跟普通人一樣，有著很多的煩惱，能力有限，有著諸如性慾等的各種誘惑。故事一開始，耶穌甚至比很多普通人還要懦弱，自卑。可是經過認識了自己，耶穌漸漸變得自信，努力地跟各種誘惑與害怕爭鬥。作者想從中要讀者知道，我們之所以要愛基督，並非他無所不能，是因為他跟普通人一樣軟弱，可是仍努力的與各種誘惑爭鬥。耶穌在小說中透過靈與肉的痛苦自我爭鬥以獲取的精神升華，經常被認為是尼可斯·卡赞扎基斯一生價值觀痛苦爭鬥的反映。故事中的最後誘惑，更帶出與一切偉業對著幹的破壞者，其實是我們在心中對平凡物質生活的渴求。根據作者的自序，他寫基督的最後誘惑的目的其實希望讀者能真正的更愛基督，是經過真正體驗耶穌痛苦後而對他所作的真正的愛，並非隨波逐流的跟從教會所云。

## 電影改編
小說在1988年改編為同名電影，由馬田·史高西斯執導，再次成為議論焦點。

## 流行文化
小說《達文西密碼》中，Sophie在回憶中記起她的祖父曾經為《基督的最後誘惑》電影版辯護。

## 參看
- 耶穌受試探

## 外部連結
- 「基督最後的誘惑」簡介 （页面存档备份，存于）